# Marc Grossman

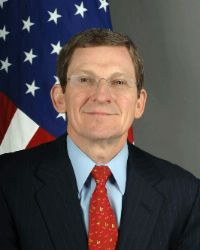
Marc Grossman

Marc Grossman (* 23. September 1951 in Los Angeles, Kalifornien) ist ein pensionierter US-amerikanischer Diplomat, der knapp 30 Jahre im auswärtigen Dienst der Vereinigten Staaten tätig war, unter anderem als Abteilungsleiter für Europa im Außenministerium der Vereinigten Staaten.

## Leben
Seine erste Verwendung war von 1976 bis 1983 in der US-Botschaft in Islamabad. 1995 bis 1997 war Grossman Leiter der US-Botschafter in der Türkei. Er war langjähriger Präsident des Council on Foreign Relations sowie ab 2005 stellvertretender Vorsitzender der nach China ausgerichteten Beratungsfirma Cohen Group. Von Februar 2011 bis zum 14. November 2012 war er der Nachfolger von Richard Holbrooke als US-Sondergesandter für Afghanistan und Pakistan.

### Ausbildung
Grossman studierte er erst an der University of California in Santa Barbara und erwarb dort 1973 einen Bachelor of Arts (B.A.). Ein anschließendes postgraduales Studium im Fach Internationale Beziehungen an der London School of Economics and Political Science und schloss dieses Studium 1974 mit einem Master of Science (M.Sc. International Relations) ab.
Im Anschluss trat er in den diplomatischen Dienst ein und war mehrere Jahre von 1976 bis 1983 Mitarbeiter an der Botschaft in Pakistan. Nach einer anschließenden Tätigkeit von 1983 bis 1986 als stellvertretender Direktor des Privatbüros von NATO-Generalsekretär Peter Carington war er im Außenministerium in Washington, D.C. tätig.
Von 1989 bis 1992 war er stellvertretender Botschafter in der Türkei. Von 1993 bis Juli 1994 als US Executive Secretary of State Leiter des Verwaltungssekretariats des Außenministeriums, ehe er danach von Januar 1995 bis Juni 1997 als Nachfolger von Richard Clark Barkley US-Botschafter in der Türkei war. Während dieser Zeit ereignete sich der Susurluk-Skandal. Kurz nachdem der Skandal aufgeflogen war, musste Grossman mit seinem Adjutanten Major Douglas Dickerson vorzeitig aus der Türkei abberufen werden.
Im August 1997 folgte er John Kornblum als Assistant Secretary of State für Angelegenheiten Europas unter US-Präsident Bill Clinton, von 2000 bis 2001 leitete er als Director General den United States Foreign Service. Zuletzt war Grossman unter US-Präsident George W. Bush von März 2001 bis Februar 2005 als Under Secretary of State für politische Angelegenheiten, dem dritthöchsten Posten im US-Außenministerium, tätig. In diesem Amt leitete Grossman eine Woche vor den Anschlägen des 11. Septembers 2001 im Pentagon die Gespräche zwischen dem Direktor des pakistanischen Geheimdienstes ISI, Generalleutnant Mahmud Ahmed, dem National Security Council und CIA-Direktor George Tenet. Während seiner Zeit als Unterstaatssekretär kam es im Umfeld des Irak-Krieges 2003/5 zur „Plame-Affäre“: Der Diplomat Joseph C. Wilson hatte die Bush-Regierung beim Lügen über den Irak erwischt und daraufhin hatte jemand aus dem Weißen Haus seine Frau, Valerie Plame Wilson, die als CIA-Agentin arbeitete, in der Öffentlichkeit als Geheimdienstmitarbeiterin enttarnt. Die eigentliche Affäre lag darin, dass der Verrat ihrer Geheimdiensttätigkeit ein schweres kriminelles Vergehen darstellte. Die Wilsons wurden zu Symbolfiguren für den Protest gegen die kriegslüsterne Bush-Politik. Lewis Libby, Stabschef von Vizepräsident Dick Cheney, wurde unter anderem wegen Meineids und Behinderung der Justiz verhaftet. Weitere Beschuldigte waren Dick Cheney und Karl Rove, einer der wichtigsten Berater Bushs. Nach Angaben des ermittelnden Staatsanwalts Patrick Fitzgerald erfuhr Libby durch Grossman von Plames CIA-Agententätigkeit.

### Rückkehr in die Privatwirtschaft
Nach seinem Ausscheiden aus dem Regierungsdienst wechselte er in die Privatwirtschaft und war ab 2005 Vizevorsitzender der Cohen Group, einer in Washington ansässigen internationalen Unternehmensberatung, die auch Filialen in der Volksrepublik China besitzt. Er war zeitweise auch Mitglied des Board of Directors des privaten Sicherheits- und Militärunternehmens DynCorp sowie Vizevorsitzender der American Academy of Diplomacy.
Im Februar 2011 berief ihn Außenministerin Hillary Clinton zum US-Sondergesandten für Afghanistan und Pakistan und damit zum Nachfolger des im Dezember 2010 verstorbenen Richard Holbrooke.